# Bandera Muros de San Pedro
La Bandera Muros de San Pedro (Bandeira Muros de San Pedro en gallego) es una competición anual de remo, concretamente de traineras, que se celebra en Muros (La Coruña) desde el año 2017, organizada por el Club de Remo Muros.

## Historia
Esta prueba se disputa en la Ría de Muros y Noya y forma parte del calendario de la Liga LGT grupos A o B, dependiendo de en cual de ellos bogue la trainera de Muros, organizadora de la prueba, ya que  la Liga LGT exige a los clubes que participan en dichas competición la organización de al menos una regata.
En el año 2020, debido a la incidencia de pandemia de COVID-19, se canceló la regata durante la temporada de la Liga LGT debido a las medidas sanitarias adoptadas. Finalmente, se compitió en modalidad contrarreloj el día 29 de noviembre con la participación de 18 traineras.
La boya de salida y meta se sitúa al norte del puerto pesquero de la localidad con las calles dispuestas en dirección norte, frente a la ensenada de Muros. La prueba se realiza por el sistema de tandas por calles, a cuatro largos y tres ciabogas con un recorrido de 3 millas náuticas que equivalen a 5556 metros.

## Historial
| Edición | Año  | Ganador         | Segundo        | Tercero           |
| ------- | ---- | --------------- | -------------- | ----------------- |
| I       | 2017 | Mera            | Muros          | Mugardos          |
| II      | 2018 | Cabo de Cruz B  | Muros          | A Cabana - Ferrol |
| III     | 2019 | Ares            | Mecos          | Tirán             |
| IV      | 2020 | Ares            | Cabo de Cruz   | Bueu              |
| V       | 2021 | Samertolameu    | Bueu           | Cabo de Cruz B    |
| VI      | 2022 | Castropol       | Samertolameu B | Amegrove          |
| VII     | 2023 | Esteirana-Muros | Amegrove       | A Cabana-Mugardos |

## Palmarés
| Victorias       | Club | Años       |
| --------------- | ---- | ---------- |
| 2               | Ares | 2019, 2020 |
| 1               | Mera | 2017       |
| Cabo de Cruz B  | 2018 |            |
| Samertolameu    | 2021 |            |
| Castropol       | 2022 |            |
| Esteirana-Muros | 2023 |            |